# IC 2810
IC 2810 — галактика типу SB? (компактна витягнута галактика) у сузір'ї Лев.
Цей об'єкт міститься в оригінальній редакції індексного каталогу.